# たいぞう
たいぞう（本名：横山 泰三〈よこやま たいぞう〉、1974年1月12日 - ）は、日本のお笑いタレント、画家。吉本興業所属。香川県観音寺市出身。香川県観音寺市ふるさと応援大使、大阪府障害者芸術文化大使でもある。

## 来歴・人物
尽誠学園高等学校卒業。マッシュルームカットが特徴。
アホキャラクターで活動する一方で、画才も認められており個展を開催している。
大阪NSC11期生。同期には陣内智則、たむらけんじ、ケンドーコバヤシ、中川家、ハリガネロック、烏川耕一がいた。他事務所では児嶋一哉（アンジャッシュ）と同期にあたる。
田野島秀和と「ギャグガスバクハツ」というコンビを結成する。当時、ぜんじろうのテレビ番組によく出演していた。ギャグガスバクハツはぜんじろうが名付け親である。しかし大阪ガスからクレームがあって、「お笑い番長」に名前を変えるも、すぐに解散。その後、島田紳助の弟子の島田半平太とコンビを組んだ。のちに紳助から島田をもらうが断り、紳助に怒られる。『紳助の人間マンダラ』（関西テレビ）のロケで半平太は怪我をして芸能界を引退し、コンビは解散した。
その後はピン芸人に転向し、吉本新喜劇に入団する。新喜劇では間の抜けた警察官やヤクザ、アホな御曹司といった役が多い。対策をとっているにもかかわらず、台詞覚えが悪く、舞台本番中に間違えたり、忘れたりすることが多々ある。そのため共演者はたいぞうが出てくると異様な緊張感に襲われ、内場勝則には「手強いのが来た」と言われたこともある。
一方で『クイズ!紳助くん』（朝日放送）での画家の山下清風の格好をして旅をするというロケ企画で絵を描き出し、絵の才能が開花。紳助のアドバイスで個展を開き、画家として人気を得た。
2006年3月3日に公務員の女性と結婚し『クイズ!紳助くん』で結婚を公表するも、短期間で離婚した。2009年1月31日に歯科衛生士の女性と再婚。2024年8月には自身が発達障害三級（自閉症スペクトラム）だと告白した。
芸人と画家の二束のわらじで活躍中だが、現在は画家の方がメインになりつつあり、TV番組への出演は減っている。また、紳助の番組に出る事が多かったが、紳助との直接の師弟関係はない。2008年吉本ブサイクランキングでは11位。
2024年8月に発達障害の自閉症スペクトラムであることを発表した。

## 絵画の特徴
たいぞうは画家として人気が出る前、『ちちんぷいぷい』（毎日放送）と『なるトモ!』（読売テレビ）のイメージの絵を描いて番組にプレゼントをした事がある。
たいぞうの絵画は、極彩色の極めて独特な色遣いを特徴とするが、ネット上ではこれが統合失調症の患者の描く絵画と特徴が一致しているとの指摘が多い。しかし、これはあくまで一般視聴者からのコメントで、専門家から信憑性のある見解が得られたわけではないので注意が必要である。
また、たいぞう自身が大阪府の障害者芸術大使に就任していることも誤解を生む原因となっているが、たいぞうは障害者側の画家として大使に就任したわけではない。

### 2006年
グリーンピア三木で自身初となる絵の展示会・サイン会を開いた。同年4月から2007年3月までサンケイスポーツでコーナー「私は誰でしょう。」を連載。2007年まで、なんばグランド花月のロビーで「めざせ200枚」という展示会を開催。毎週、新作を描いて展示して、2年間で224枚の絵を描き上げた。2007年に梅田スカイビルで個展を開催、224枚の作品が完売。同年、絵の作品集「千の明り」が講談社から出版される。2008年には2回目の個展を開催、101枚の作品が4時間で完売される。同年5月25日放送の『行列のできる法律相談所「有名人100枚の絵でつなぐ カンボジア学校建設プロジェクト」オークションSP』にて、カンボジアをテーマにした絵画『力強いカンボジア』を出品し、320万円で落札された。2回目も出品し、300万円で落札された。

### 2009年
8月26日に発売された木山裕策「I believe/永遠」のCDジャケットデザインを制作する。同年9月19日-21日、梅田スカイビルで3回目の個展を開催、51枚の作品が3時間半で完売。同年11月30日-12月6日には、東京・有楽町マルイにて東京初の個展を開催した。同年12月、セレッソ大阪の応援旗のデザインを手がけ、12月6日のファン感謝デーで公開された。

### 2010年
2010年2月4日-10日、近鉄百貨店橿原店で個展を開催。同年3月、沖縄国際映画祭に5枚の絵を展示。同年8月21日-29日、地元香川県で初の個展を開催。同年10月7日-11日、大阪梅田スカイビルで、7回目の個展を開催。同年11月22日放送の「人生が変わる1分間の深イイ話」でガラスアートに挑戦し、同年12月4日-10日、東京有楽町マルイにて開催された個展において非売品として展示された。

### 2011年
2011年3月17日-23日、近鉄百貨店橿原店で、たいぞう展「時」を開催。近鉄百貨店橿原店が25周年を迎えるのを記念し、たいぞうに絵を描いてもらいたい人を募集。選ばれた人が3月19日に会場の特設ステージにおいて、たいぞうとトークショー形式で思い出などのエピソードを語り、その人の思い出をたいぞうが絵で表現した。たいぞう展では初の試みであった。同年10月8日-11日、梅田スカイビルで、たいぞう展「舞い上がる花びら」を開催。同年11月16日放送「人生が変わる1分間の深イイ話」で栗山千明、東野幸治、磯野貴理子にそれぞれのイメージで絵を描きプレゼントした。同年12月2日-12月7日、東京有楽町マルイにてたいぞう展「透明」を開催。

### 2012年
2月24日-2月28日、近鉄百貨店橿原店で、たいぞう展「まーるく」を開催、同年2月「ちちんぷいぷい」に出演、司会の西靖に、イメージで絵を描きプレゼントする。その絵は番組のセットに飾られた。同年5月25日-26日、地域密着プロジェクト「大阪43府隊」の一環で絵画仲間とともに大阪市生野区の6商店街の空き店舗の10軒のシャッターに絵画を描いた。イメージは「皆でつくる商店街」。同年9月8日-12日、梅田スカイビルでたいぞう展「両手」を開催。
- 10月4日～10日、近鉄百貨店上本町で大阪おもろナーレ特別企画「よしもとアートフェスティバル」にて畳二畳サイズの絵を描き上げる。
- 11月19日放送の「芸人報道」で司会の雨上がり決死隊、ゲストのかりゆし58前川をイメージして絵を描きプレゼントした。
- 11月3日～4日、神戸松陰女子学院大学の文化祭でワークショップを開く。同年12月3日放送の「スッキリ」では司会の加藤浩次、テリー伊藤をイメージして絵を描きプレゼントした。その絵は「スッキリ」のスタジオに飾られている。
- 12月1日～6日、東京有楽町マルイで東京4回目となるたいぞう展「パズル」を開催。

### 2013年
- 3月23日～29日、京都マルイで京都で初の個展を開催した。
- 7月13日～15日、近鉄百貨店阿倍野店で「～プロジェクトA～みんなのA展」を開催、巨大な絵を描き上げる。 同年、7月27日～8月11日、地元香川県観音寺市で個展を開催予定。観音寺市のふるさと応援大使になった。
- 8月25日、生野銀座夏祭りでシャッターに絵画を描いた。
- 9月13日～16日、梅田スカイビルで、たいぞう展「思考」を開催。
- 9月19日放送の「大人気店でドッキリありえない商品売れる売れない」でニューヨークで絵を展示した。 スタジオではマツコデラックスをイメージして描いた絵を披露した。
- 11月28日放送の「芸人報道」でフットボールアワー後藤に結婚祝いで絵をプレゼントした。
- 11月29日～12月4日、東京有楽町マルイで、たいぞう展「うすいももいろ」を開催。東京では5回目となる。60点も完売した。
- 12月26日～2014年1月8日、大阪近鉄百貨店上本町店で、たいぞう展「幸せな時間」を開催。近鉄百貨店上本町店では初の個展となる。

### 2014年
- 3月1日～9日、京都マルイで、たいぞう展｢うすいももいろ｣を開催。
- 4月25日～10月25日、中国青島で青島世界園芸博覧会で個展を開催。
- 10月12日、生野八坂神社のだんじり復興10周年イベントでライブペインティングした。描いた絵は八坂神社に奉納された。
- 10月17日　京都国際映画祭でライブペインティングをした。
- 10月19日放送「行列のできる法律相談所」で球体に絵を描き、ゲストの瑛太にプレゼントした。タイトルは「瑛太アース」。
- 11月12日～16日、大阪生野銀座商店街で個展を開催。
- 11月28日～12月2日、東京有楽町マルイでたいぞう展「色の計算」を開催。東京では6回目の個展となった。
- 11月22日～23日、台湾大型イベント｢super girls expo 最強美少女博覧会｣でライブペインティングを行う。二日間で巨大な絵を描き上げた。
- 12月30日～2015年1月8日、大阪近鉄百貨店上本町店で、たいぞう展｢色の計算｣を開催。近鉄百貨店上本町店では2回目の個展となる。

### 2015年
- 2月24日、日本女子博覧会でライブペイティングをした。
- 3月19日～25日、近鉄百貨店橿原店で、たいぞう展｢心地良いそよ風｣を開催。近鉄百貨店橿原店では3年ぶりの個展となる。
- 7月　あべのハルカスで個展を開催。
- 11月28日～12月2日、東京有楽町マルイでたいぞう展「心のこまった時間」を開催。
- 12月28日～2016年1月5日、近鉄百貨店上本町店でたいぞう展「心のこもった時間」を開催。

### 2016年
- 3月18日〜27日、姫路グランフェスタでたいぞう展を開催。
- 3月12〜13日、東京日本橋三越でたいぞう展を開催。
- 6月、大阪市立生野小学校の創立140年を記念した絵画を制作し、第21回NHKハート展に作品を出品。
- 7月15日〜8月7日、よしもと美術館に作品を出品。

### 2017年
- 2月 大阪府障害者芸術文化大使に就任する。
- 2月16日〜28日、博多マルイでたいぞう展を開催。九州の福岡では初の個展になる。
- 3月24日〜30日、愛媛県のイオンモール今治新都市で、鉄拳と合同展を開催。愛媛県では初の個展になる。
- 6月9日〜18日、大阪のなんばマルイでたいぞう展を開催。野性爆弾くっき展も同時開催。
- 9月2日〜10日、長野県松本市アイシティ21でよしもと芸人絵画展を開催。 長野県では初の個展になる。
- 10月12日〜15日、京都マルイでたいぞう展を開催。

### 2018年
- 1月13日〜15日、よしもと美術館サテライトin新宿ルミネ たいぞう展「光」を開催。
- 3月24日〜31日、NGKアート展を開催。
- 7月3日からなんばグランド花月一階よしもとエンタメショップでミニ個展を定期的に開催。
- 9月1日〜2日、長野県NBC祭りで個展を開催。
- 9月7日〜14日、長野県松本市イオンモールでたいぞう放浪記絵画展を開催する。

### 2019年
- 3月1日から大阪空港よしもとエンタメショップでミニ個展を定期的に開催。
- 4月17日〜21日、沖縄映画祭でミニ個展を開催する。
- 5月25日〜6月23日、大阪難波のラブアンドピースギャラリーでたいぞう&サトリ合同展を開催する。
- 8月1日〜3日、北海道よしもとエンタメショップ新札幌店でミニ個展を開催。
- 10月17日〜20日、京都映画祭でミニ個展を開催。
- 11月、ルミネtheよしもとでミニ個展を開催。
- 11月4日〜10日、三重県イオンモール津南で芸人絵画展とたいぞう放浪記絵画展を開催。
- 12月、阪神百貨店で吉本のイベントで個展を開催。

### 2020年
- 2月、ジェイティードのバレンタインチョコをデザインする。
- 4月6日〜5月、ギャラリー辻梅で個展を開催。
- 5月、吉本自宅劇場のシルクハットのオンラインでたいぞうミニ個展を開催。
- 5月、歌手・木山裕策とピアニスト西村直人とコラボで「生きて」を制作する。「生きて」はYouTubeで発表する。
- 6月3日〜9日、近鉄百貨店奈良店でたいぞう原画展を開催。
- 7月2日〜7日、京阪百貨店守口店でたいぞう原画展を開催。
- 7月22日〜28日、山陽百貨店姫路店でたいぞう原画展を開催。
- 7月17日〜26日、よしもと美術館サテライト展in東急プラザ渋谷に参加。
- 8月19日〜25日、阪急西宮ガーデンズでたいぞう原画展を開催。
- 10月7日〜13日、近鉄百貨店和歌山店でたいぞう原画展を開催。
- 10月21日〜27日、阪急百貨店川西店でたいぞう原画展を開催。
- 12月9日〜15日、近鉄百貨店上本町店8階アートギャラリー　たいぞう原画展を開催
- 12月16日発売の木山裕策のCDアルバム 月～美しき日本の抒情歌、 花～麗しき日本の愛唱歌、CDジャケットを担当する。

### 2021年
- 1月6日〜12日、阪急高槻店でたいぞう原画展を開催。
- 4月21日〜5月5日、LAUGH & PEACE ART GALLERY よしもとエンタメショップin HOOP の展覧会に作品を出展。ライブペイントも行う。
- 6月、岡山天満屋でたいぞう原画展を開催。
- 6月9日〜15日、大丸百貨店鳥取店でたいぞう原画展を開催。
- 6月30日〜7月6日、近鉄百貨店奈良店でたいぞう原画展を開催。
- 7月15日〜21日、京阪百貨店守口店でたいぞう原画展を開催。
- 8月18日〜24日、山陽百貨店姫路店でたいぞう原画展を開催。
- 10月6日〜12日、近鉄百貨店和歌山店でたいぞう原画展を開催。
- 10月14日〜25日、阪急高槻店でたいぞう原画展を開催。
- 10月23日、アートフェス中津に参加。
- 11月10日〜16日、阪急川西店でたいぞう原画展を開催。
- 11月27日、モンテメール本館6F 屋上テラス 「アシノソラ」でたいぞうさんと塗り絵アート、お絵描きワークショップを実施。
- 12月1日〜6日、近鉄百貨店上本町店でたいぞう、佐藤紘子、福本ヒデ原画展を開催。

### 2022年
- 2月14日〜23日、ギャラリー糸でたいぞう展を開催。大阪府池田市では初の個展になった。
- 4月1日〜4日、吉本興業創業110周年記念アートセクション所属アーティストによるグループ展「LAUGH & PEACE ART EXHIBITION」開催。   会場では 「あなたを描きます」もやった。
- 4月21日〜30日、佐藤紘子とユニット「ひろげたい」を結成する。ユニット「ひろげたい」の初個展をアートでアートビューで開催。
- 5月1日、大阪の江之子島文化芸術創造センターで絵のワークショップを開催！
- 6月2日〜7日、鳥取大丸でたいぞう原画展を開催。鳥取大丸では2回目の個展となった。
- 6月15日〜27日、京都伊勢丹店でザ、ニュースペーパーの福本ヒデと二人展を開催。京都伊勢丹店は初個展になった。
- 6月29日〜7月5日、近鉄百貨店奈良店でたいぞう原画展を開催。近鉄百貨店奈良店では3回目の個展になった。
- 7月13日〜18日、近鉄アート館でAU主催の第50回現代芸術国際AU展に参加する。
- 7月28日〜8月3日、東京新宿の京王百貨店でザ、ニュースペーパーの福本ヒデと二人展を開催。京王百貨店では初個展になった。
- 8月10日〜14日、香川県の高松三越でたいぞう原画展を開催。高松三越は初個展になった。
- 8月18日〜24日、京阪百貨店守口店でたいぞう原画展を開催。京阪百貨店守口店は３年連続の開催となった。
- 9月23日〜10月10日、街なか散歩アートフェス「Any Kobe with Arts 2022」に参加する。
- 10月5日〜11日、近鉄百貨店和歌山店でたいぞう原画展を開催。近鉄百貨店和歌山店では3年連続の開催となった。
- 10月、HIROGETAI（たいぞう×佐藤紘子）京都のハンケイ5メートルショップで個展を開催。
- 10月19日〜25日、西宮阪急でたいぞう原画展を開催。
- 10月2日〜8日、近鉄百貨店上本町店でザ、ニュースペーパーの福本ヒデと二人展を開催。近鉄百貨店上本町店では3年連続の開催となった。
- 11月16日〜22日、姫路の山陽百貨店でたいぞう原画展を開催。山陽百貨店では3年連続の開催となった。
- 12月14日～21日、高槻阪急でたいぞう、佐藤紘子原画展を開催。

### 2023年
- 1月11日〜17日、川西阪急でたいぞう原画展を開催。
- 2月1日〜13日、京都伊勢丹店でたいぞう、福本ヒデの二人展を開催。
- 3月16日〜31日、Laugh & Peace Art Gallery でたいぞうさんが30周年なので、AU12人とコラボレーション してみました展を開催。たいぞうと、現代美術のアーティスト集団AUの12人の作家とコラボレーション
- 3月28日〜4月2日、東京銀座、東急プラザ銀座店でたいぞう展を開催。東急プラザ銀座店では初個展。
- 4月19日〜25日、阪神百貨店梅田本店でHiroGeTai（たいぞう×佐藤紘子）の個展を開催。阪神百貨店梅田本店では初個展。HiroGeTaiでは3回目の個展となる。
- 5月4日〜10日、広島の福屋八丁堀本店7階 美術画廊でたいぞう原画展を開催。福屋八丁堀本店7階 美術画廊では初個展になる。
- 5月31日〜6月6日、近鉄奈良でたいぞう原画展を開催。
- 7月27日〜8月2日、東京新宿の京王百貨店でたいぞう、福本ヒデ、佐藤紘子の三人展を開催。
- 8月10日〜16日、京阪百貨店守口店でたいぞう、福本ヒデの2人展を開催。
- 8月22日〜27日、大阪上新庄のしばまんでHIROGETAI（たいぞう×佐藤紘子）の個展を開催。
- 9月6日〜11日、京都伊勢丹店でたいぞう、福本ヒデの原画展を開催。
- 10月4日〜10日、近鉄百貨店和歌山店でたいぞう原画展を開催。
- 10月18日〜24日、千里阪急でたいぞう原画展を開催。千里阪急は初個展になった。
- 11月1日〜7日、近鉄百貨店上本町店でたいぞう、福本ヒデの原画展を開催。
- 11月13日〜21日、東京高島屋玉川店でたいぞう、福本ヒデの原画展を開催。高島屋玉川店は初個展になった。
- 12月6日〜12日、姫路の山陽百貨店でたいぞう原画展を開催。

### 2024年
- 1月17日〜23日、西宮阪急でたいぞう原画展を開催。
- 1月24日〜30日、近鉄百貨店上本町店でHIROGETAI（たいぞう×佐藤紘子）の原画展を開催。近鉄上本町店では初個展になった[4]。
- 2月7日〜13日、近鉄百貨店上本町店でたいぞう原画展を開催。近鉄上本町店で初の一階で個展を開催した。
- 2月17日〜26日、大阪池田のギャラリー糸でたいぞう原画展を開催。2年ぶり二回目の個展になった。
- 3月1日〜5日、鳥取の丸由百貨店でたいぞう原画展を開催。鳥取は1年半ぶりの3回目の個展になった。
- 3月15日〜4月14日、リゾナーレ大阪のアトリエ内で「アーティスト芸人・イン・レジデンス」を開催。
- 5月8日〜14日、奈良近鉄5F イベントコーナーでたいぞう原画展を開催。
- 6月25日～30日、JR京都伊勢丹10階アートスペースでたいぞう原画展を開催。
- 7月3日～9日、高槻阪急でHIROGETAI（たいぞう×佐藤紘子）の個展を開催。
- 7月25日〜31日、京王百貨店新宿展でたいぞう原画展を開催。
- 8月8日～14日、京阪守口店6階美術画廊でたいぞう原画展を開催。
- 8月16日〜25日、たいぞう×アベイユ所属障がい者アーティストコラボ展をラフ＆ピースアートギャラリーで開催。記者会見で自身が発達障がい者だと告白。
- 9月19日〜25日、京王百貨店桜ヶ丘店で個展を開催。桜ヶ丘店は初の個展になる。
- 10月9日〜15日、近鉄百貨店和歌山店で個展を開催。
- 10月30日〜11月5日、近鉄百貨店上本町店で個展を開催。
- 11月6日〜12日、西宮阪急で個展を開催。
- 11月20日〜12月2日、たいぞう×アベイユ所属障がい者アーティストコラボ展を近鉄百貨店草津店で開催。
- 12月4日〜10日、姫路の山陽百貨店で個展を開催。

### 2025年
- 2月5日〜11日、近鉄百貨店上本町店でたいぞう原画展を開催。近鉄上本町店で二度目の一階で個展を開催した[5]。
- 2月14日〜24日、大阪池田のギャラリー糸でたいぞう原画展を開催。３回目の個展になった。
- 3月26日〜4月1日、徳治昭×たいぞう二人展「とくしたいぞう」展 in 高槻阪急スクエア
- 3月、パフォーマンスイベント「たいぞう×放送芸術学院専門学校×Abeille～お笑いとアート～」開催、障がい者アーティストたちとお笑いとアートのイベントを行った。
- 4月24日、オープンの裏なんばのホテル「&Here OSAKA NAMBA（アンドヒア大阪難波）」より、作品オーダー制作。招き猫、ダルマ3種類。大阪の「食」「笑」「見」をテーマに制作した。ホテルのエントランスに展示されている。
- 4月24日〜5月6日「輝く個性！こだわりストたちの世界」-たいぞう×Abeille’sアーティストコラボ展2025、近鉄草津店で開催。
- 5月21日〜27日、奈良近鉄5F イベントコーナーでたいぞう原画展＆金澄子原画展を開催。金燈子と初の2人展になった。
- 5月28日〜6月2日、あべのハルカス、輝く個性！こだわりストたちの世界～感性で触れるアート展～障がい者アーティストたちとトークセッション、ギャラリートーク、たいぞうアート漫談、ワークショップを行った。
- 6月24日〜29日、JR京都伊勢丹10階アートスペースでたいぞう原画展を開催。
- 7月31日〜8月6日、京王百貨店新宿展でたいぞう原画展&福本ヒデ原画展を開催。

## ギャグ
辻本茂雄が出演する際にたいぞうが舞台に登場すると、数分間は二人の掛け合いに費やされる。辻本にビンタを食らって突っ込まれる。内場が座長の時は「ペロペ〜ロ、ペロペ〜ロ」と日本語が話せないフリをして近づく。その後内場（または共演者）から「日本語しゃべれんのか?」と聞かれ、「しゃべれません!」と答え、「しゃべれてるやん!」と突っ込まれる（内場が「ペロペ〜ロ?」で返し、意気投合したかのように見えた時点で、内場に「わからん」とボケられるパターンもある）。
- 『バウッ・バフバフ』

（主に内場）「なんやこいつ」
『ペロペ〜ロ、ペロペ〜ロ、ペペーロ』（たいぞうが一番気に入っているギャグ。心斎橋筋2丁目劇場時代からやっており、森田展義司会のネット生中継でのフリートークで本人によると内場に「何か持ちギャグないんか」と聞かれ、「ペロペーロがあります」と返事したところ内場が台本に盛り込んで新喜劇でギャグとして採用した）
- 『アホじゃな〜い、バカじゃな〜い、かしこくな〜い』
- 『そうそう〜〜♪』、その後『なんでやねん』（ヘタなノリツッコミ）
- 『かんきせん/げつません、しゃみせん/かーません、あっ、すいません』（登場時）
- 行進しながら『いっちにー、いっちにー、いっちにー…ぜんたーい、止まりません！』とそのまま通り過ぎていく。その後戻って『止めてくださいよ』
- 『いちめんください!にめんください!さんめんください!よんめんください!ろくめんください!』（まれに登場時に言う。わざと『ごめん下さい』を言わないギャグ）
- 茂造じいさんが憤慨して説明し終えると、『ハイハイ』と言い、茂造じいさんに叩かれる。
- 警官役のときには、事件があった時刻を言うとき、「今日午前午後2時」と言い、「午前か午後かどっち?」と聞かれる。犯人の特徴を言うとき、『年齢25歳から80歳』と把握出来ない年齢を言い、『分から〜ん!!』と突っ込またり、『○○の方は、身長175メートル』と言い、茂造じいさんが『デカッ!!』と言い、犯人が175メートルの時の行動を演じる。たまに『身長175ミリ』と言うと茂造じいさんが『ちっちゃっ!!』と言う。他にも髪型を言うときに、「髪型は、ショートロング」と言い、「ショートかロングかどっち?」と聞かれる。また、他にも『女の女性で』『男の男性で』『年老いた老人で』など、「どっちも一緒やないか!」と突っ込まれる。とにかく突っ込まれる役である。
- 「必殺仕事人」シリーズのテーマ曲を口ずさみながら、三味線屋の勇次や組紐屋の竜のように、糸を悪人の首筋目掛けて投げ、首に巻き付け締め上げるフリをする。そして糸をはじいて窒息死させる、と思いきや、糸をはじいた瞬間自分が倒れてしまう。
- 自己紹介で「私、横山泰三と思います」、紹介されてもいないのに「ただいまご紹介にあずかりました…」と言って突っ込まれることもある。
- 一通り説明した後「宴たけなわではございますが…」と言って突っ込まれる。
- 捨てゼリフで『腕時計!古時計!覚えとけい!』
- 喧嘩腰で『俺が、お前に、勝てるかな』共演者が『反対や!!』と突っ込む。
- つかみかかり、相手の首を絞めるが、次の瞬間、自分が倒れる。
- 金賞 銀賞 どうしよう。
- シャンシャン（ギャグが終わったら鳴らす道具）
- ケツギャグ（自分のお尻をさわり自分の股間をさわり匂って、相手にも匂わすギャグ）
- テッテケ歩き（舞台上を走りまくり、共演者を巻き込み、全員で走るギャグ）
- 僕と結婚してくれたら災いです。
- たいぞう拳法「は、は、は、は、ハァ〜」
- たいぞう拳法「や、や、や、や、ヤァ〜」
- たいぞう拳法「お、お、お、お、王。」
- 何言うてんの?（困ったら言うセリフ）
- 帰ろうか 戻ろうか どっちやねん
- 我々は宇宙から来た日本人
- 腹いっぱい 胸いっぱい おやじ もう一杯
- さっちゃんはね よっちゃんって言うんだ どっちやねん
- たいぞう 落ちつけよ ドードー
- メリーさんの羊、キレぢ、イボぢ、イターイ。

## 出演番組
過去の出演番組
- よしもと新喜劇（毎日放送）
- クイズ赤恥青恥（テレビ東京） - コーナーレギュラー
- クイズ!ヘキサゴンII（2007年11月 - 2008年3月、フジテレビ）- 準レギュラー
- 紳助の人間マンダラ（関西テレビ）
- テレビのツボ（毎日放送）
- 屋台の目ぇ（毎日放送）
- MBSヤングタウン日曜日（毎日放送）
- ワチャチャテレビ（テレビ大阪）
- 笑いの剣（朝日放送）
- ハーレムナイト（サンテレビ）
- のりノリ天国（サンテレビ）
- いくよ・くるよのはりきりフライデー（KBS京都）
- オールザッツ漫才（毎日放送）
- 笑いの時間（テレビ朝日）
- はてな（テレビ大阪）
- クイズ!紳助くんVS探偵!ナイトスクープ（朝日放送）
- ちちんぷいぷい（毎日放送）
- なるトモ!（読売テレビ）
- おはよう朝日です（朝日放送）
- 満開!ハッスル家族（毎日放送）
- ジャイケルマクソン（毎日放送）
- せやねん!（毎日放送）
- ぜっぴん!!（奈良テレビ）
- ぜっぴん!!+（奈良テレビ）
- お笑いメリーゴーランド（TBSテレビ）
- よしもと大運動会（毎日放送）
- ダウンタウンのごっつええ感じ（フジテレビ）
- 摩訶不思議 ダウンタウンの…!?（朝日放送）
- 24時間テレビ 「愛は地球を救う」（読売テレビ）
- スッキリ（日本テレビ）
- クイズ!紳助くん（朝日放送）
- 芸人報道（日本テレビ）
- 行列のできる法律相談所（日本テレビ）
- 月曜から夜ふかし（日本テレビ）